# فريدا فوه شين
فريدا فوه شين (بالإنجليزية: Freda Foh Shen)‏ (و. 1945  م) هي ممثلة مسرحية، وممثلة أفلام، وممثلة تلفزيونية، وممثلة صوت أمريكية، ولدت في أتلانتا، جورجيا.

## وصلات خارجية
- فريدا فوه شين على موقع IMDb (الإنجليزية)
- فريدا فوه شين على موقع ألو سيني (الفرنسية)
- فريدا فوه شين على موقع أول موفي (الإنجليزية)
- فريدا فوه شين على موقع قاعدة بيانات برودواي على الإنترنت (الإنجليزية)
- فريدا فوه شين على موقع قاعدة بيانات الأفلام السويدية (السويدية)
- فريدا فوه شين على موقع قاعدة بيانات الفيلم (الإنجليزية)
- فريدا فوه شين على موقع كينوبويسك (الروسية)